# Diocesi di Litoměřice
La diocesi di Litoměřice (in latino Dioecesis Litomericensis) è una sede della Chiesa cattolica nella Repubblica Ceca suffraganea dell'arcidiocesi di Praga. Nel 2021 contava 161.604 battezzati su 1.363.000 abitanti. È retta dal vescovo Stanislav Přibyl, C.SS.R.

## Territorio
La diocesi si estende nella parte settentrionale della Repubblica Ceca e comprende: per intero le regioni di Ústí nad Labem e di Liberec; in parte quelle di Hradec Králové e della Boemia Centrale; e solo marginalmente la regione di Karlovy Vary.
Sede vescovile è la città di Litoměřice, dove si trova la cattedrale di Santo Stefano.
Il territorio è suddiviso in 384 parrocchie, raggruppate in 10 vicariati.

## Storia
La diocesi fu eretta il 3 luglio 1655 con la bolla Primitiva illa Ecclesia di papa Alessandro VII, ricavandone il territorio dall'arcidiocesi di Praga.
Il 31 maggio 1993 la diocesi ha ceduto una porzione del suo territorio a vantaggio dell'erezione della diocesi di Plzeň. Contestualmente sono stati rivisti i suoi confini con la vicina arcidiocesi di Praga.

## Cronotassi dei vescovi
Si omettono i periodi di sede vacante non superiori ai 2 anni o non storicamente accertati.
- Maxmilián Rudolf Schleinitz † (5 luglio 1655 - 13 ottobre 1675 deceduto)
- Jaroslav František Ignác Šternberka † (22 giugno 1676 - 12 aprile 1709 deceduto)
- Hugo František Königseggu † (26 gennaio 1711 - 6 settembre 1720 deceduto)
- Jan Adam Vratislav z Mitrovic † (24 settembre 1721 - 1º o 2 giugno 1733 deceduto)
- Moritz Adolf Karl von Sachsen-Zeitz (Saský) † (1º ottobre 1733 - 20 giugno 1759 deceduto)
- Emanuel Arnošt Valdštejna † (28 gennaio 1760 - 7 dicembre 1789 deceduto)
- Ferdinand Kindermann † (29 marzo 1790 - 25 maggio 1801 deceduto)
- Václav Leopold Chlumčanský † (29 marzo 1802 - 15 marzo 1815 nominato arcivescovo di Praga)
- Josef František Hurdálek † (18 dicembre 1815 - 18 dicembre 1822 dimesso)
- Vinzenz Eduard Milde † (16 maggio 1823 - 24 febbraio 1832 nominato arcivescovo di Vienna)
- Augustin Bartoloměj Hille † (2 luglio 1832 - 26 aprile 1865 deceduto)
- Augustin Pavel Wahala † (8 gennaio 1866 - 10 settembre 1877 deceduto)
- Antonín Ludvík Frind † (15 maggio 1879 - 28 ottobre 1881 deceduto)
- Emanuel Jan Schöbel, O.Cr. † (3 luglio 1882 - 28 novembre 1909 deceduto)
- Josef Gross † (20 aprile 1910 - 20 gennaio 1931 deceduto)
- Antonin Alois Weber † (22 ottobre 1931 - 10 marzo 1947 dimesso[2])
- Štěpán Trochta, S.D.B. † (27 settembre 1947 - 6 aprile 1974 deceduto)
  - Sede vacante (1974-1989)
- Josef Koukl † (26 luglio 1989 - 24 dicembre 2003 ritirato)
- Pavel Posád (24 dicembre 2003 - 26 gennaio 2008 nominato vescovo ausiliare di České Budějovice[3])[4]
- Jan Baxant (4 ottobre 2008 - 23 dicembre 2023 ritirato)
- Stanislav Přibyl, C.SS.R., dal 23 dicembre 2023

## Statistiche
La diocesi nel 2021 su una popolazione di 1.363.000 persone contava 161.604 battezzati, corrispondenti all'11,9% del totale.
| anno | popolazione | popolazione | popolazione | presbiteri | presbiteri | presbiteri | presbiteri                | diaconi | religiosi | religiosi | parrocchie |
| anno | battezzati  | totale      | %           | numero     | secolari   | regolari   | battezzati per presbitero | diaconi | uomini    | donne     | parrocchie |
| ---- | ----------- | ----------- | ----------- | ---------- | ---------- | ---------- | ------------------------- | ------- | --------- | --------- | ---------- |
| 1948 | ?           | 1.500.000   | ?           | 351        | 268        | 83         | ?                         |         | 180       | 637       | 449        |
| 1970 | ?           | 1.257.488   | ?           | 143        | 143        |            | ?                         |         |           |           | 433        |
| 1980 | 929.000     | 1.378.000   | 67,4        | 209        | 144        | 65         | 4.444                     |         | 65        | 781       | 433        |
| 1990 | 984.000     | 1.473.000   | 66,8        | 170        | 123        | 47         | 5.788                     |         | 47        | 537       | 433        |
| 1999 | 279.392     | 1.310.476   | 21,3        | 134        | 87         | 47         | 2.085                     | 11      | 50        | 121       | 437        |
| 2000 | 278.121     | 1.310.476   | 21,2        | 124        | 81         | 43         | 2.242                     | 11      | 46        | 90        | 437        |
| 2001 | 278.100     | 1.310.476   | 21,2        | 127        | 90         | 37         | 2.189                     | 10      | 38        | 77        | 437        |
| 2002 | 189.200     | 1.310.476   | 14,4        | 119        | 82         | 37         | 1.589                     | 13      | 38        | 67        | 437        |
| 2003 | 277.736     | 1.335.154   | 20,8        | 143        | 96         | 47         | 1.942                     | 14      | 49        | 53        | 437        |
| 2004 | 276.000     | 1.335.154   | 20,7        | 144        | 101        | 43         | 1.916                     | 13      | 44        | 59        | 437        |
| 2013 | 162.800     | 1.344.000   | 12,1        | 113        | 73         | 40         | 1.440                     | 16      | 42        | 31        | 437        |
| 2016 | 163.000     | 1.347.000   | 12,1        | 111        | 73         | 38         | 1.468                     | 18      | 40        | 32        | 384        |
| 2019 | 161.464     | 1.363.000   | 11,8        | 113        | 79         | 34         | 1.428                     | 14      | 37        | 25        | 384        |
| 2021 | 161.604     | 1.363.000   | 11,9        | 110        | 74         | 36         | 1.469                     | 15      | 40        | 22        | 384        |